# Flughafen Frankfurt-Hahn GmbH
Die Flughafen Frankfurt-Hahn GmbH i.I. war die Betreibergesellschaft des Flughafens Frankfurt-Hahn im Hunsrück. Im Oktober 2021 beantragte die Gesellschaft ein Insolvenzverfahren.

## Eignerstruktur
Mit einer Beteiligung von 73,06 % war die Fraport bis 31. Dezember 2005 Mehrheitseigner an der Frankfurt-Hahn Betreibergesellschaft. Die übrigen Flughafenanteile hielt das Bundesland Rheinland-Pfalz. Ende des Jahres 2005 wurde eine neue Eignerstruktur umgesetzt. Das Bundesland Hessen wurde dritter Eigner. Bis zum 31. Dezember 2008 besaß Fraport noch 65 % der Flughafenanteile (im Wert von ungefähr 75 Mio. €). Die Länder Rheinland-Pfalz und Hessen hielten jeweils 17,5 %. Das ursprüngliche Logo des Flughafens wurde am 12. Dezember 2006 zur besonderen Kennzeichnung der Konzernzugehörigkeit dem der Fraport angepasst.
Im Februar 2009 übernahm das Land Rheinland-Pfalz den Anteil der Fraport AG zum symbolischen Kaufpreis von einem Euro. Dies geschah rückwirkend zum 1. Januar 2009. Nach der Übernahme der Anteile besaß das Land Rheinland-Pfalz 82,5 % der Anteile und das Land Hessen 17,5 % der Anteile.
Anfang Juni 2016 verkaufte das Land Rheinland-Pfalz seinen Anteil an die chinesische Shanghai Yiqian Trading. Das Land Hessen verhandelte über den Verkauf seines Anteils am Flughafen mit demselben Unternehmen. Damit der mit dem chinesischen Unternehmen ausgehandelte Vertrag Gültigkeit erlangen konnte, musste der rheinland-pfälzische Landtag zustimmen. Noch vor der entsprechenden Abstimmung kamen Zweifel an der Seriosität des Käufers auf. Recherchen ergaben, dass die Firma in China kaum bekannt war, ebenso die angeblich dahinterstehenden Investoren. Ein Besuch am angegebenen Firmensitz verstärkte die Bedenken. Nachdem das Unternehmen eine gesetzte Frist zur Vorlage von relevanten Nachweisen ungenutzt verstreichen ließ, setzte die Landesregierung den Verkauf am 29. Juni 2016 aus.
Nach dem geplatzten Verkauf des Flughafens wurde ein neues dreistufiges Verkaufsverfahren eröffnet. Am 1. März 2017 bestätigte das Land Rheinland-Pfalz den Verkauf seiner Mehrheitsanteile an die chinesische HNA Airport Group, das Land Hessen dagegen sagte den Notartermin mit dem deutschen HNA-Partner, der ADC GmbH aus Deidesheim, kurzfristig ab, und behielt seine Anteile. Nachdem die EU-Kommission am 31. Juli 2017 bekannt gegeben hatte, dass die Richtlinien für Subventionen des Landes Rheinland-Pfalz bis 2024 durch einen soliden Wirtschaftsplan der HNA Airport Group gerechtfertigt sind, damit der Flughafenbetrieb ab 2023 wieder rentabel ist, wurde die Geschäftsführung der Flughafen Frankfurt-Hahn GmbH an die HNA Airport Group übergeben.

### Insolvenz
Im Oktober 2021 hat die Flughafen Frankfurt-Hahn GmbH beim Amtsgericht Bad Kreuznach Insolvenz angemeldet. Die Staatsanwaltschaft Koblenz hat inzwischen Ermittlungen gegen mehrere Beteiligte wegen gewerbsmäßiger Untreue, Subventionsbetrug und Insolvenzverschleppung eingeleitet. Die Beschuldigten sollen u. a. durch falsche Angaben Subventionen des Landes Rheinland-Pfalz in Höhe von 400.000 Euro erschlichen haben.
Ende Juni 2022 teilte der Insolvenzverwalter mit, dass die Swift Conjoy neuer Eigentümer des Flughafens werde. Der Verkauf scheiterte jedoch, da der Käufer den vereinbarten Kaufpreis bis zum Ablauf der Frist nicht zahlte.
Anfang April 2023 teilte der Insolvenzverwalter mit, der Flughafen sei an die in Trier ansässige Triwo von Peter Adrian verkauft worden. Der Verkauf stand ab der Mitteilung bis zu seinem definitiven Abschluss um den 20. April 2023 unter Bedingungen.

## Kennzahlen

### Gewinne und Verluste
Die Bilanzen der gesamten Gesellschaftshistorie wies bislang ausschließlich negative Ergebnisse auf, wenngleich im Jahr 2006 erstmals die operative Gewinnschwelle überschritten werden konnte.
Die Verluste der einzelnen Jahren betrugen laut den jeweiligen Geschäftsberichten der Flughafen Frankfurt-Hahn GmbH bzw. deren Vorgängerfirmen:
| Jahr | Gewinn/Verlust |
| ---- | -------------- |
| 1997 | −5.934.952 €   |
| 1998 | −6.606.508 €   |
| 1999 | −13.257.687 €  |
| 2000 | −10.017.436 €  |
| 2001 | −13.355.347 €  |
| 2002 | −19.993.695 €  |
| 2003 | −17.832.868 €  |
| 2004 | −16.797.889 €  |
| 2005 | −16.328.265 €  |
| 2006 | −16.066.610 €  |
| 2007 | −15.760.000 €  |
| 2008 | −16.945.000 €  |
| 2009 | −12.735.536 €  |
| 2010 | −10.855.692 €  |
| 2011 | −10.626.142 €  |
| 2012 | −5.677.922 €   |
| 2013 | −10.781.955 €  |
| 2014 | −45.205.926 €  |
| 2015 | −17.389.975 €  |
| 2016 | −14.094.884 €  |
| 2017 | −17.180.794 €  |
| 2018 | −5.140.526 €   |

2007 und 2008: Der Geschäftsbericht der Flughafen Frankfurt-Hahn GmbH wird nicht im Bundesanzeiger veröffentlicht. Die Zahlen für das Jahr 2007 und 2008 stammen aus dem Geschäftsbericht der Fraport AG. Die Verluste der Flughafen Frankfurt-Hahn GmbH wurden bis zum 31. Dezember 2008 im Rahmen eines Ergebnisabführungsvertrages durch die Muttergesellschaft Fraport zu 100 % übernommen.

### Sonstige betriebliche Aufwendungen
Rückschlüsse erlauben die in den Gewinn- und Verlustrechnungen der Flughafen Frankfurt-Hahn GmbH ausgewiesenen „Sonstigen betrieblichen Aufwendungen“. Laut den Erläuterungen in den Anhängen der einzelnen Geschäftsberichte der Flughafen Frankfurt-Hahn GmbH enthalten sie insbesondere Kosten für Marketingmaßnahmen, Entsorgungskosten, Werbekosten …
Die sonstigen betrieblichen Aufwendungen betrugen in den einzelnen Jahren:
| Jahr | s.b. Aufwendungen | Bemerkung                                                     |
| ---- | ----------------- | ------------------------------------------------------------- |
| 1998 | 0 €               |                                                               |
| 1999 | 3.140.209 €       | Aufnahme des Flugbetriebs durch die Fluggesellschaft Ryanair. |
| 2000 | 6.089.371 €       |                                                               |
| 2001 | 5.692.808 €       |                                                               |
| 2002 | 11.434.307 €      | Hahn wird Basis von Ryanair.                                  |
| 2003 | 10.521.273 €      |                                                               |
| 2004 | 11.454.363 €      |                                                               |
| 2005 | 14.058.148 €      | Ausweitung des Flugbetriebs durch Ryanair.                    |
| 2006 | 12.885.275 €      |                                                               |
| 2007 | nicht ausgewiesen |                                                               |
| 2008 | nicht ausgewiesen |                                                               |
| 2009 | 7.796.811 €       |                                                               |
| 2010 | 8.029.399 €       |                                                               |
| 2011 | 6.760.916 €       |                                                               |
| 2012 | 6.643.003 €       |                                                               |
| 2013 | 8.376.592 €       |                                                               |
| 2014 | 10.769.639 €      |                                                               |
| 2015 | 6.790.400 €       |                                                               |
| 2016 | 7.939.993 €       |                                                               |
| 2017 | 11.578.173 €      |                                                               |
| 2018 | 5.585.615 €       |                                                               |

Bekannt ist, dass die Flughafen Frankfurt-Hahn GmbH der Firma Ryanair Marketing-Support gewährt.

### Operative Gewinnschwelle
Im Jahr 2006 überschritt die Betreibergesellschaft erstmals die operative Gewinnschwelle. Das Betriebsergebnis lag bei 0,4 Mio. Euro (+2,9 Mio. Euro gegenüber dem Vorjahr).
Diese Aussage relativiert sich in erheblichem Umfang durch folgende Aussagen im Geschäftsbericht der Flughafen Frankfurt-Hahn GmbH:
Das Jahresergebnis wurde durch die im Rahmen der Altlastensanierung ertragswirksam durchgeführten Aktivierung eines Rückstellungsbetrages für Altlasten (692 T€) auf Grund und Boden positiv begünstigt.
... sowie Forderungen gegenüber dem Gesellschafter Rheinland-Pfalz; ... T€ 715 Ertragszuschüsse
Ohne diese Sondereinflüsse wäre die Gewinnschwelle 2006 nicht erreicht worden, stattdessen hätte ein Ergebnis von ca. 900.000 € Verlust ausgewiesen werden müssen.
Außerdem ist dem Geschäftsbericht für das Jahr 2006 zu entnehmen, dass die beiden Geschäftsführer der Flughafen Frankfurt-Hahn GmbH keine Bezüge von der Flughafen Frankfurt-Hahn GmbH erhalten.

### Erlös
Der Erlös konnte 2006 zwar auf 43,5 Mio. Euro gesteigert werden (+6,6 Mio. Euro gegenüber dem Vorjahr). Damit haben sich die Umsatzerlöse in den letzten vier Jahren bis 2006 verdreifacht. Jedoch ist damit immer noch ein jährlicher Verlust (nach Steuern) von rund 15,7 Mio. Euro verbunden (Stand 2008). Mit einem positiven Jahresergebnis wurde zunächst bis 2009 gerechnet. Als Hauptgrund für die Verluste wurde angegeben, dass 2006 durch ein langes Naturschutzverfahren eine verspätete Inbetriebnahme der verlängerten Start- und Landebahn erfolgte, so Geschäftsführer Wulf seinerzeit. Weitere Ursachen seien im Geschäftsjahr 2007 die Mindereinnahmen aus dem Enteisungsgeschäft aufgrund des milden Winters und das durch den starken Rückgang der Militärflüge leicht rückläufige Frachtgeschäft zu sehen. Wie die obigen tabellarischen Aufführungen zeigen, wurden die angestrebten Ziele jedoch nie erreicht.

### Anschubfinanzierungen
Die GmbH arbeitete in der Vergangenheit mit Anschubfinanzierungen der öffentlichen Hand, vor allem der rheinland-pfälzischen Landesregierung, um die notwendigen Kosten zu decken.